# 恵庭市立恵北中学校
恵庭市立恵北中学校（えにわしりつ けいほくちゅうがっこう）は、北海道恵庭市中島松に所在する公立中学校。
生徒数 187名（2025年現在）

## 概要
校章は松の葉3つ（島松中・松園中・松鶴分校）組み合わせて出来ていて、生徒会の名称も3校の松で松三会となっている。
GL運動（GOOD LIFE 運動）は1986年に開始され、松三会書記局が中心となり「自分たちの生活は自分たちの手で向上させる運動」の活動をしている。

## 沿革
1947年に学校教育法施行により島松中学校（島松小併置）、松園中学校（小学校に併置）、松園中学校松鶴分校（松鶴小併置）が恵庭村の各小学校に併置開校した。中学校の教育環境整備が急務で、校舎建設を検討されて新設校2校の校舎建設と開校を決定した。新設校の設置場所を3校の中間点に置くことと、新たな校名は恵庭村の北に位置しているとの由来で「恵北」にすることも決定した。1949年4月に島松中学校、松園中学校、松園中学校松鶴分校の3校を統合し「恵庭村立恵北中学校」が生徒401名9学級編成で開校した。開校式は3校に分かれて実施。9月に新校舎（普通教室9、職員室など）が完成した。西島松に保安隊北海道地区補給廠の設置などの影響で人口増加で生徒数も増加していき、校舎の増改築を繰り返し1963年には生徒711名までになった。その後は減少し現在の生徒数に至る。
年表
- 1949年（昭和24年）- 島松中・松園中・松鶴分校の3校を統合し恵庭村立恵北中学校開校、校章制定、新校舎完成[8]。
- 1950年（昭和25年）- 普通教室2・体育館の増築工事完成[7]。
- 1951年（昭和26年）- 町制施行により恵庭町立恵北中学校に改称[8]。
- 1952年（昭和27年）- 普通教室1増築[2]。
- 1953年（昭和28年）- 校歌制定（作詞:飯田広太郎、作曲:八洲秀章）[8]
- 1954年（昭和29年）- 普通教室1、音楽室増築[2]
- 1956年（昭和31年）- 校長室と職員室を改装移転、特別教室増築[2]。
- 1961年（昭和36年）- 普通教室2増築工事完成[2]。
- 1968年（昭和43年）- 校庭造成のため農地買収[7]。
- 1969年（昭和44年）- 新校舎建築工事着工[2]。
- 1970年（昭和45年）- 市制施行により恵庭市立恵北中学校に改称、校舎建築工事完成[8]。
- 1971年（昭和46年）- 第二期校舎建築工事完成、旧校舎解体[8]、第三期校舎建築工事完成[2]。
- 1974年（昭和49年）- 体育館防音改築工事完成[2]。
- 1975年（昭和50年）- 校歌編曲[7]。
- 1977年（昭和52年）- 教育目標改訂[8]。
- 1986年（昭和61年）- GL運動（GOOD LIFE運動）開始[8]。
- 1988年（昭和63年）- 新制服変更により1年が新制服を着用[7]。
- 1989年（平成元年）- 石狩管内教育実践奨励表彰[8]。
- 1991年（平成3年）- 校舎大規模改修工事完成[8]。
- 1993年（平成5年）- 校舎増築工事完成（美術室、木工室、調理室、コンピューター室、放送室）[8]
- 2001年（平成13年）- 学校評議員制度を導入[8]。

## 教育目標
1977年に改訂。
- 真理を求める人
- 心が豊かな人
- たくましく実践する人
- 活力に満ちた人

## 学校行事
学校行事は以下の通り。
- 4月 - 始業式、入学式、標準学力検査、3年修学旅行
- 5月 - 花壇土起こし、花壇植苗え、体育祭
- 6月 - 前期中間テスト
- 7月 - 2年宿泊学習、1年校外学習、夏季休業
- 8月 - 前期期末テスト（実技）
- 9月 - 前期期末テスト（5教科）、3年学力テストA
- 10月 - 文化祭、3年学力テストB、前期終業式、秋季休業、後期始業式、2年職業体験、3年後期中間テスト
- 11月 - 1・2年学力テスト、3年学力テストC、三者懇談
- 12月 - 1・2年後期中間テスト、3年学年末テスト（実技）、冬季休業
- 1月 - 3年学年末テスト（5教科）
- 2月 - 1・2年学力テスト、1・2年学年末テスト（5教科）、1・2年学年末テスト（実技）
- 3月 - 卒業式、修了式、学年末休業

## 生徒会活動
生徒会の名称は統合した3校の「松」（島松中・松園中・松鶴分校）で松三会。
| 松三会役員 - 生徒会長 - 副会長（2名） - 書記長 - 書記次長 - 各常任委員長（5名） | 常任委員会 - 学習委員会 - 生活委員会 - 体育委員会 - 保健整美委員会 - 図書文化委員会 |

## 部活動
| 運動部 - バスケットボール部（男子・女子） - 卓球部（男子・女子） - バレーボール部 - 野球部 - 柏陽中学校と合同 - サッカー部 - 恵庭市内5校と合同 | 文化部 - 創作部 - 合唱部 - 柏陽中学校と合同 |

## 通学区域
通学区域は以下の通り。
- 島松本町
- 島松東町
- 島松仲町
- 島松旭町
- 島松寿町
- 下島松
- 中島松
- 幸町
- 北島
- 春日
- 漁太
- 穂栄
- 林田

- 南島松（1-120番地、312-416番地、479-550番地）
- 西島松（1-309番地65、309番地67-122、309番地124-437番地）
- 中央（1-139番地、147-152番地、166-183番地、188-204番地、339-367番地）

## 出身小学校
- 恵庭市立島松小学校
- 恵庭市立松恵小学校

## 交通アクセス
鉄道
- JR千歳線島松駅より徒歩30分

バス
- えにわコミュニティバス（ecoバス）循環A・Bコース「大町・旭町」停留所下車、徒歩21分[16]

## 併合学校
島松中学校（しままつちゅうがっこう）は、北海道恵庭市中島松に所在した公立中学校。
- 1947年（昭和22年）- 恵庭村立島松中学校（島松小併置）開校[17]。
- 1949年（昭和24年）- 閉校、新設校「恵庭村立恵北中学校」に統合[17]。

松園中学校（しょうえんちゅうがっこう）は、北海道恵庭市に所在した公立中学校。
- 1947年（昭和22年）- 恵庭村立松園中学校（恵庭村の小学校に併置）開校[18]。
- 1949年（昭和24年）- 閉校、新設校「恵庭村立恵北中学校」に統合[18]。

松園中学校松鶴分校（しょうえんちゅうがっこうしょうかくぶんこう）は、北海道恵庭市漁太に所在した分校。
- 1947年（昭和22年）- 恵庭村立松園中学校松鶴分校（松鶴小併置）開校[19]。
- 1949年（昭和24年）- 閉校、新設校「恵庭村立恵北中学校」に統合[19]。

## 著名な出身者
- 原田裕 - 政治家、恵庭市長